# Linda Tucceri Cimini
Linda Tucceri Cimini (née à Avezzano le 4 avril 1991) est une footballeuse italienne qui joue pour l'AC Milan féminin et pour l'équipe nationale d'Italie .

## Carrière
Elle a joué pour l'Italie au Championnat d'Europe 2017,.
En 2019, elle fait partie des 23 joueuses retenues afin de participer à la Coupe du monde organisée en France.